# Paraphytoseius orientalis
Paraphytoseius orientalis är en spindeldjursart som först beskrevs av Narayanan, Kaur och Ghai 1960.  Paraphytoseius orientalis ingår i släktet Paraphytoseius och familjen Phytoseiidae. Inga underarter finns listade i Catalogue of Life.